# Carl Henrich von der Osten
Carl Henrich von der Osten (død 2. juni 1691 i Danzig) var en svensk-dansk-tysk officer.

## Karriere

### I svensk tjeneste
Han hørte til den meklenborgske, på Arenshagen og flere godser bosiddende gren af slægten von der Osten. Hans fader, Hieronymus Georg von der Osten (død 1639), var landdrost i Delmenhorst og råd hos den sidste regerende greve af Oldenburg; moderen hed Maria Sybilla Bülow af huset Gudow. Carl Henrich von der Osten var først i Carl X Gustavs tjeneste og blev som svensk major taget til fange af de danske i slaget ved Nyborg 1659.

### I dansk tjeneste
Efter freden i København gik han i dansk tjeneste og blev straks ansat som major over artilleri og ingeniører i Nyborg med det hverv at lede istandsættelsen af fæstningsværkerne her. Fra 1661 ledede han fæstningsarbejderne ved Korsør, Fredericia og Hals. 1668 blev han oberstløjtnant ved fortifikationen i København under Henrik Ruse og opmålte og kortlagde hovedstadens omegn, 1672 oberst for Sjællandske nationale Infanteriregiment og midlertidig kommandant på Kronborg.

#### Den Skånske Krig
Under troppesamlingen ved Almind 1674 fungerede han som generalkvartermester og overingenør og ligeså under felttoget i Mecklenburg 1675; bl.a. ledede han her den ene attake på Wismar. 1676 blev han virkelig kommandant på Kronborg og fratrådte regimentskommandoen; 1677 udnævntes han til generalmajor og kommandant i Christiansstad. 4. august samme år tiltrådte han sin post, og da han årsdagen derefter måtte overgive fæstningen til de svenske, skete det efter et forsvar, der var al ære værd. Han arbejdede først og fremmest energisk på at sikre fæstningens forbindelse med omverdenen, udsendte kommandoer for at indsamle forråd af forskellig art og for at indhente efterretninger. 9. oktober havde svenskerne dog så temmelig blokeret fæstningen, og fra 27. november var denne fuldstændig indesluttet fra alle sider. Efter at der i begyndelsen af 1678 var foretaget et par mindre heldige udfald fra fæstningens side, rykkede belejrerne den endnu tættere på livet. Dens forsyning med fornødenheder af alle slags var allerede dengang meget ringe og formindskedes dag for dag, ligesom antallet af forsvarerne. Men da foråret nu stundede til, og operationerne i åben mark ventelig snart måtte tage deres begyndelse, turde Osten håbe på undsætning og holdt derfor modet oppe hos sine folk. Gang på gang sendte han Christian V underretning om sin fortvivlede stilling. Det varede dog længe, inden forberedelserne til sommerfelttoget var tilendebragte, og først 18. juni fik Osten tilsagn om undsætning inden fire uger; men tre dage senere besatte fjenden Bekholmen, syd for fæstningen, og Osten sendte da kongen bud, at hjælpen ikke turde opsættes et minut, da han ellers vanskeligt ville kunne holde ud over otte dage. Ikke desto mindre forsvarede han sig endnu hele juli måned ud, skønt besætningen døjede frygtelig af hunger og sygdom - men til ingen nytte. Kongen og hans rådgivere kunne ikke blive enige med sig selv og hinanden om en energisk krigsføring, og enden på denne rådløshed blev, at kongen 30. juli forlod hæren, idet han sendte Osten tilladelse til at overgive fæstningen. 4. august undertegnedes så en kapitulation, der i enhver henseende gav de tapre forsvarere de hæderligste afmarchbetingelser. Osten ansattes nu som kommandant i Landskrone, som dog ikke blev genstand for noget alvorligt angreb.
Efter freden i Lund 1679 vendte han tilbage til sin gamle post på Kronborg, hvor han blev til 1685. Han blev taget på råd angående forskellige af de befæstningsanlæg, der fandt sted i disse år; således medvirkede han 1684 ved anlæggelsen af værkerne på Christiansø. Året forud havde han fået Det hvide Bånd.

### I Danzig
1685 blev han afskediget af dansk tjeneste, idet der blev foretaget en reduktion af de højere officerers antal. 1687 modtog Osten et tilbud om efter generalmajor Joachim von Sydow, der ligeledes havde stået i den danske hær, at overtage stillingen som kommandant i fæstningen og fristaden Danzig. Her virkede Osten til sin død, 2. juni 1691, og ledede blandt andet en betydelig omdannelse af havnestaden Weichselmündes befæstning. Han var ikke gift.